# Röntgenhintergrund
Sehr früh in der Geschichte der Röntgenastronomie wurde 1962 durch Riccardo Giacconi und Mitarbeiter ein galaktischer Röntgenhintergrund entdeckt. Die Strahlung ist bei Energien von über 2 keV isotrop, und es besteht keine Korrelation zu galaktischen Quellen. Die Röntgenhelligkeit eines Volumens ist proportional zur Masse der darin enthaltenen Sterne.
Man vermutet, dass der Röntgenhintergrund kein echter Hintergrund ist, sondern durch die Überlagerung vieler einzelner Quellen entsteht. Im Energiebereich von 1 bis 10 keV konnten durch ROSAT, XMM-Newton und Chandra etwa 80–90 % des Röntgenhintergrunds in Einzelquellen – überwiegend aktive galaktische Kerne – aufgelöst werden, bei höheren Energien steht dies noch aus.